# آنتون میرانچوک
آنتون آندریویچ میرانچوک (روسی: Антон Андреевич Миранчук؛ زادهٔ ۱۷ اکتبر ۱۹۹۵) بازیکن فوتبال اهل روسیه است.
از باشگاه‌هایی که در آن بازی کرده‌است می‌توان به لوکوموتیو مسکو اشاره کرد.
وی همچنین در تیم ملی فوتبال روسیه بازی کرده‌است.